# Raoul Heimrich
Raoul W. Heimrich (* 3. Mai 1964 in Berlin) ist ein deutscher Regisseur und Autor.
Nachdem er seine Ausbildung zum Fotografen beendet hatte, holte er auf einer Abendschule sein Abitur nach. Bevor er 1996 Regisseur wurde, war er als Stuntman, Kameraassistent, Drehbuchautor und Regieassistent tätig. Heimrich arbeitet in den letzten Jahren vorwiegend für das Fernsehen: ZDF (Der Alte, Küstenwache, Ein Fall für zwei), RTL (Alarm für Cobra 11, Der Clown, Die Motorrad-Cops) und ARD (WaPo Bodensee).
Seit seinem 16. Lebensjahr trainiert Heimrich unterschiedliche Kampfsportarten. Er besitzt den 1. Dan Karate und den 5. Dan Bujinkan Ninjutsu und betreibt in Stralsund eine Kampfkunstschule und einen Krav-Maga-Kurs.

## Filmografie (Auswahl)

### Filme
- 1999: Der Träumer und das wilde Mädchen
- 2001: FinalCut.com
- 2004: Mörderischer Plan
- 2007: Crash Kids: Trust No One!
- 2009: Fire!

### Serien
- 1998: Marienhof
- 1998–1999: Der Clown
- 1999–2006: Alarm für Cobra 11 – Die Autobahnpolizei
- 2003: Wilde Engel
- 2006–2008: Im Namen des Gesetzes
- 2006–2016: Küstenwache
- 2011–2012: Ein Fall für zwei
- 2012–2019: Der Alte
- 2017–2019: WaPo Bodensee

## Bücher
- Yersinia, Books on Demand, 2018, ISBN 978-3-7460-0586-7